# Левитский, Никандр Матвеевич
Ника́ндр Матве́евич Леви́тский (ок. 1855 — не ранее 1909) — русский духовный писатель, историк, автор нескольких книг.
В 1876 году окончил Костромскую духовную семинарию. Выпускник XXXV курса (1876—1880 годы) Московской духовной академии, магистрант исторического отделения. Академию окончил со степенью кандидата богословия.
С 18 августа 1880 года старший преподаватель, учитель греческого языка Касимовского духовного училища, статский советник. Награждён орденами святого Станислава 2 степени и святой Анны 3 степени (1902, № 3, с. 28).

## Труды
- Игнатий патриарх Московский (Историко-биографический очерк). — Санкт-Петербург : тип. Ф. Елеонского и К°, ценз. 1886. — 76 с.
  - Игнатий, патриарх Московский (Историко — биографический очерк) // Христианское чтение. 1886. — № 11-12. — С. 538—590; 1887. — № 1-2. — С. 20-53
- Важнейшие источники для определения времени крещения Владимира и Руси и их данные : (По поводу мнения проф. Соболевского) / Н. Левитский. — Санкт-Петербург : тип. Катанского и К°, ценз. 1890. — 186 с.; 21.
  - Важнейшие источники для определения времени крещения Владимира и Руси и их данные. — Изд. 2-е, [репр.]. — Москва : URSS : ЛНАНД, cop. 2015. — 185 с.; 22 см. — (Академия фундаментальных исследований: история). — ISBN 978-5-9710-2617-4
- Лжедмитрий I, как пропагандист католичества в Москве // Христианское чтение. 1885. № 5-6. Спб.
- К вопросу о времени крещения св. Владимира и Руси // Христианское чтение. 1888. № 5-6. Спб.
- Высокопреосвященный Иннокентий, архиепископ Херсонский и Таврический : [По поводу 100-летия со дня его рождения. 1800 — 15 дек. 1900 г.] / [Соч.] Накандра Левитского. — Москва : Унив. тип., 1904. — [2], 153 с.; 26.
- Житие, подвиги, чудеса и прославление преподобного и богоносного отца нашего Серафима, Саровского чудотворца / Сост. Н. Левитский. — Москва : Афонский Русский Пантелеймонов монастырь, 1905. — 646, II с. : ил.; 22.
  - Житие, подвиги, чудеса и прославление преподобного и богоносного отца нашего Серафима, Саровского чудотворца. Н. М. Левитский. Отчий дом, 2007 — Всего страниц: 565
- Феодорит, архиепископ Рязанский : (К 300-летию избрания в цари Михаила Феодоровича). — Рязань : тип. Братства св. Василия, 1913. − 52 с.